# Гилмор, Иэн, барон Гилмор Крейгмиллер
Иэн Гедуорт Джон Литтл Гилмор, барон Гилмор Крейгмиллер (англ. Ian Hedworth John Little Gilmour, Baron Gilmour of Craigmillar; 8 июля 1926, Лондон, Великобритания — 21 сентября 2007, Айлворт, Большой Лондон, Великобритания) — британский государственный деятель, министр обороны Великобритании (1974).

## Биография
Родился в семье биржевого маклера подполковника, 2-го баронета, сэра Джона Гилмора. Его родители развелись в 1929 году, и его отец женился на Марии, старшей дочери герцога Абекорнского, имевшего земли в Шотландии, и унаследовавшего значительную часть недвижимости и акций в Brewery Meux.
Получил образование в Итоне и в оксфордском Баллиол-колледже. В 1944—1947 годах служил гвардейским гренадером. В 1952 году закончил Inner Temple, в 1954 году купил издание The Spectator и до 1959 года был его редактором до его продажи бизнесмену Гарольду Крейтону.
С 1962 по 1992 год избирался членом британского парламента от Консервативной партии. В парламенте выступал с позиций социального либерала, голосовал за отмену смертной казни, легализацию абортов и гомосексуализма. Он также поддержал вступление Великобритании в ЕЭС. С 1963 года был личным парламентским секретарём Квентина Хогга.
C 1970 г. — на различных должностях в правительстве Эдварда Хита:
- 1970—1971 гг. — помощник министра обороны,
- 1971—1974 гг. — министр по военным закупкам,
- 1974 г. — министр обороны Великобритании.

После поражения консерваторов на парламентских выборах занимал посты теневого министра обороны (1974) и теневого министра по делам Северной Ирландии (1974—1975). В 1974 году вошёл в состав Департамента исследований Консервативной партии и вместе с Крисом Паттеном подготовил манифест Консервативной партии к выборам в октябре 1974 года, которые, впрочем, обернулись поражением консерваторов. После того как партию возглавила Маргарет Тэтчер занимал посты теневого министра внутренних дел (1975—1976) и обороны (1976—1979).
После победы Консервативной партии на всеобщих выборах (1979) вернулся в правительство на должность Лорда-хранителя Малой печати (1979—1981). Как представитель правительства в Палате общин активно взаимодействовал с министром иностранных дел лордом Каррингтоном по вопросам создания независимого государства Зимбабве и по ведению переговоров с ЕЭС. направленных на уменьшение финансового вклада Великобритании в организацию.
Однако его личные отношения с Тэтчер были напряженными, которая в своей автобиографии саркастически заметила, что в правительстве он демонстрировал такую же степень лояльности, как парламентские «заднескамеечники». Осенью 1981 года был отправлен премьером в отставку. Как умеренный политик он выступал с критикой жёстких действий британского премьера в экономике, назвав их неподготовленными. До своего ухода из Палаты общин в 1992 году выступал против целого ряда инициатив кабинета Маргарет Тэтчер, включая упразднение Совета Большого Лондона и введение подушного налога.
В 1992 году ему был пожалован титул барона Крейгмиллера и он стал пожизненным пэром.
В 1999 году он был исключён из Консервативной партии из-за поддержки на выборах в Европарламент Проевропейской Консервативной партии.
Был сторонником идеологического направление консерваторов One-nation conservatism, автором нескольких книг, среди них: «Суть политики» (1969), «Великобритании может действовать» (1983), «Массовые беспорядки, восстания и революции» (1992), «Танцы с догмой» (1992) и в соавторстве «Что случилось с тори?» (1997), а также публицистических статей, «Формирование поэтов: Байрон и Шелли» (2002).
В 1993—1996 годах возглавлял ассоциацию медицинской помощи палестинцам, а с 2003 года и до своей смерти в 2007 году — Байроновское общество.

## Брак и дети
10 июля 1951 года женился на леди Кэролайн Маргарет Монтегю-Дуглас-Скотт, младшей дочери Уолтера Джона Монтегю Дуглас Скотт, 8-й герцог Баклю и сестре Джона Скотта, 9-го герцога Баклю. На их свадьбе присутствовали несколько членов британской королевской семьи, в том числе королева Мария, королева Елизавета (впоследствии королева-мать) и будущая Елизавета II. Они жили в Айлворте.
В браке родились четверо сыновей и одна дочь:
- Сэр Дэвид Гилмор[англ.] (род. 14 ноября 1952), женат, 4 детей
- Оливер Гилмор[англ.] (род. 18 декабря 1953 года), в разводе, 2 детей
- Кристофер Гилмор (род. 22 сентября 1956), женат, 3 детей
- Джейн Гилмор (род. 22 марта 1959), замужем за Питером Джоном Плейделл-Бувери, сыном Джейкоба Плейделл-Бувери, 8ого графа Раднор[англ.], 4 детей, старший сын - историк Тим Бувери[англ.]
- Эндрю Гилмор (род. 22 марта 1964), женат, 4 детей.

В 2004 году Кэролайн Гилмор скончалась.